# Hydroporus vespertinus
Hydroporus vespertinus é uma espécie de insetos coleópteros pertencente à família Dytiscidae.
A autoridade científica da espécie é Fery & Hendrich, tendo sido descrita no ano de 1988.
Trata-se de uma espécie presente no território português.